# رزیدنت ایول ۲
رزیدنت ایول ۲ که در ژاپن با نام بایوهزرد ۲ (به ژاپنی: バイオハザード، به انگلیسی: Biohazard ۲) شناخته می‌شود، یک بازی ویدئویی در سبک ترس و بقا که توسط شرکت کپ‌کام ساخته شده است و برای اولین بار در سال ۱۹۹۸ برای کنسول پلی‌استیشن منتشر شده است. این دومین قسمت از مجموعه بازی‌های رزیدنت ایول می‌باشد که بعدها نسخه‌ای سازگار شده از آن برای مایکروسافت ویندوز، نینتندو ۶۴، دریم‌کست، و گیم‌کیوب، و همچنین نسخهٔ ۲٫۵ بُعدی اصلاح شده آن برای کنسول بازی دستی گیم.کام ساخته شده است.
رزیدنت ایول ۲ به کارگردانی هیدکی کامیا و تهیه‌کنندگی شینجی میکامی، کارگردان نخستین قسمت از رزیدنت ایول و با یک تیم ۴۰ الی ۵۰ نفره و به مدت بیش از ۲۱ ماه توسعه یافته بود. شخصیت‌های اصلی و قابل کنترل در این بازی لیان اسکات کندی و کلر ردفیلد می‌باشند که باید از شهر راکون فرار کنند، شهری که ساکنین آن دو ماه پس از رخدادهای رزیدنت ایول، توسط یک سلاح میکروبی به زامبی تبدیل شدند. روند بازی در این قسمت بر روی اکتشافات، حل معما، و مبارزات تمرکز دارد؛ و اما تفاوت عمدهٔ این قسمت با نسخه پیشین خود در مسیرهای شاخه‌ای و مختلف آن است که هر شخصیت در طول بازی دارای خط داستانی، سلاح و موانع منحصر به فرد خود می‌باشد. نسخهٔ بازسازی شده این بازی در ژانویه ۲۰۱۹ برای مایکروسافت ویندوز، پلی‌استیشن ۴، ایکس‌باکس وان، و در سال ۲۰۲۲ برای کنسول‌های پلی‌استیشن ۵، ایکس‌باکس سری اکس/اس، و نینتندو سوئیچ عرضه شد.

## روند بازی
گیم‌پلی تلفیقی اکشن-ماجرایی و ترس و بقا این بازی که در سایر قسمت‌های رزیدنت ایول مشابه است، شامل حل معماهای آسان و متوسط و پیداکردن کلیدها، اشیاء و جاگذاری یا ترکیب آن‌ها برای استفاده بعدی و از بین بردن دشمنان معمولی و غول‌ها به طرز زیبایی کار شده است، اما با ترکیب دید سوم شخص دوربین این بازی با دیگر بازی‌ها تمایز پیدا کرد و مانند شماره اول بسیار مورد توجه قرار گرفت.
استفاده از دو درجه سختی و وجود دو شخصیت با تفاوت‌های مختلف در داستان و اسلحه‌ها و سرگذشت نیز باعث شد که این بازی چند بار توسط یک فرد بازی شود.

## داستان

### پیش‌زمینه
ویلیام برکین، دانشمند برجسته شرکت آمبرلا سرانجام موفق به کشف ویروس جی شد. او و آلبرت وسکر درتلاش بودند تا از شرکت آمبرلا جدا شده و فعالیت خود را به شکل مستقل از این شرکت پیگیری کنند. در همین راستا، برکین مایل بود تا ویروس کشف شده توسط خود را، به ارتش ایالات متحده بفروشد. اوزول ای اسپنسر از این ماجرا با خبر شد و کریستین هانری را مأمور ضبط ویروس جی، برای شرکت آمبرلا انتخاب نمود. هانری نیز با فرستادن هانک به شهر راکون و آزمایشگاه زیرزمینی آمبرلا در این شهر، او را مأمور بازپس‌گیری نمونه‌های ویروس جی قرار داد. هانک یک نظامی زبده بود. او و تیمش، پس از ورود به آزمایشگاه ویروس را طلب کردند اما پس از یک درگیری، مجبور به تیراندازی به ویلیام برکین شدند و نمونه‌های ویروس جی و تی را ضبط کردند. برکین یک نمونه از ویروس جی را که دراختیار داشت به خود تزریق کرد و در ادامه با جهش‌های ژنتیکی گسترده‌ای مواجه شد. جهش‌هایی که ساختار او را دچار تغییرات گسترده‌ای نمود. او در پی انتقام از هانک و تیم او برآمد و در جریان این کار، به صورت تصادفی، ویروس تی در فاضلاب آزمایشگاه و اندکی بعد در فاضلاب شهر راکون شیوع یافت. این رخداد سبب شد تا در مدت زمان بسیار کوتاهی، همه موجودات زنده و شهروندان شهر راکون، به زامبی تبدیل شوند و رفته رفته اندک شهروند سالمی بود که مورد گزش زامبی قرار نگرفته باشد. بدین ترتیب، شهر راکون دچار یک طغیان عمومی شد.
داستان بازی رزیدنت ایول ۲ در ۲۹ سپتامبر ۱۹۹۸، یعنی دو ماه و پنج روز پس از رویدادهای رزیدنت ایول ۱ می‌باشد. پس از طغیان شهر راکون و در این زمان دو شخصیت وارد ماجرا می‌شوند:
پلیس تازه‌کاری به نام لیان اسکات کندی که اولین روزهای کارش را سپری می‌کند بی‌خبر وارد شهر شده و با یک زامبی نیمه جان روبرو می‌شود. بعد از میان بردن آن به شکل اتفاقی با دختری جوان به نام کلر ردفیلد آشنا می‌شود. کلر، خواهر کریس ردفیلد، و یک دانشجوی ۱۹ ساله است که برای دیدن برادرش به شهر راکون آمده است. هر دو با اتومبیل پلیس در حال فرار از منطقه هستند که ناگهان یک زامبی که در عقب خودرو بیهوش بوده سر بر میاورد و با آن‌ها درگیر می‌شود لیان ترمز شدیدی می‌کند و زامبی به بیرون پرتاب می‌شود اما یک کامیون با سرعت در تعقیب آنهاست و سعی در از بین بردن آن‌ها دارد. لحظه کوتاهی قبل از این که کامیون با خودروی آن‌ها برخورد کند، لیان و کلر هر کدام از دربهای خودرو خارج شده و پس از برخورد کامیون انفجاری رخ می‌دهد. لیان و کلر از یکدیگر جداشده و هرکدام باید راه خود را برای بقا در شهر راکون پیدا کنند.

### کلر ردفیلد
کلر پس از ورود به ساختمان پلیس، همانی را می‌بیند که انتظارش را داشت، ساختمان پلیس نیز در تسخیر زامبی‌ها است و پلیس‌ها و افسرها، خود به زامبی تبدیل شده بودند. کلر در جستجوی برادرش بود که در این زمان او با یک افسر پلیس به نام ماروین براناف ملاقات می‌کند، ماروین از چگونگی شیوع ویروس در اداره پلیس با کلر صحبت می‌کند، و به کلر می‌گوید که کریس در این باره به آن‌ها هشدار داده بود. کلر خود را به دفتر گروه S.T.A.R.S رسانده و بر روی میز کار برادرش یک دفترچه از او را پیدا می‌کند، که در اینجا متوجه می‌شود که برادرش از شهر خارج شده است. کلر در ادامه با شری برکین، دختر ویلیام برکین رو به رو می‌شود. شری که یک دختر بچهٔ کوچک است در آغاز از کلر ترسیده و از او فرار می‌کند. با پیشبرد بازی شری با کلر همراه می‌شود و برای خروج از شهر با هم، تلاش می‌کنند. کلر و شری خود را به آزمایشگاه فوق محرمانه آمبرلا در شهر راکون که در اعماق زمین بود رساندند و با دنیایی جدید در زیر خاک آشنا شدند. کلر در ادامه با ویلیام برکین که پس از تزریق ویروس جی (که خودش آن را کشف کرده بود) به خودش، به یک هیولا تبدیل شده بود رو به رو شد و با او مبارزه کرد و او را برای بار نخست شکست داد، اما این پایان ماجرا نبود و کلر چندین بار دیگر نیز با او مبارزه کرد. هر بار ویلیام یک مرحله تکامل یافته تر و خطرناک تر از گذشته می‌شد. در نهایت کلر موفق شد تا این هیولا را که دیگر بسیار بزرگ و ترسناک شده بود را نابود کند. در پایان، کلر، شری و لیان که پیش از او در قطار بودند، از شهر خارج شدند.

### لیان اس کندی
لیان از یک ورودی دیگر خود را به ادارهٔ پلیسی می‌رساند که قرار بود از آن پس در آنجا خدمت کند؛ ولی او در آغاز ورود خود به اداره پلیس با زامبی‌ها روبه رو شد، همکارانش به زامبی تبدیل شده بودند. با پیشبرد بازی، لیان برای نخستین بار با ایدا وانگ رو به رو می‌شود. ایدا از طرف یک سازمان نا مشخص، مأمور شده بود تا به هر شکل ممکن ویروس G را پیش از نابودی شهر به دست بیاورد. ایدا به لیان به گونه‌ای دیگر وانمود کرد که برای پیدا کردن دوستش، «جان» وارد اداره پلیس شده و از لیان درخواست کمک کرد. لیان از همهٔ رویدادهایی که در شهر رخ داده بود و از جریان ویروس‌ها بی‌اطلاع بود. او فقط یک پلیس تازه‌کار بود. آن دو در تلاش برآمدند تا از شهر خارج شوند. در طول بازی لیان چند مرتبه با تایرنت، یک ابرسرباز که برای یافتن ویروس جی توسط آمبرلا رهاسازی شده است، روبرو می‌گردد. با پیشبرد بازی ویروس G به دست لیان می‌افتد و ایدا آن را از لیان طلب می‌کند. در این زمان آنت برکین (همسر ویلیام و مادر شری برکین، که پژوهشگر آمبرلا نیز بود) به طرف آن دو تیراندازی می‌کند و بعد خودش می‌میرد، ایدا پس از تیراندازی در حال سقوط بود که توسط لیان از سقوط نجات یافت، اما با اصرار ایدا، دست لیان را رها و سقوط کرد. لیان نیز ویروس را به پایین پرتاب کرد. در ادامه لیان پیش از راه‌اندازی قطار با آخرین هیولا رو به رو می‌شود. پس از چند لحظه از گذشتن نبرد، زنی نامشخص یک پرتابگر راکت دستی برای لیان می‌اندازد و لیان به کمک آن، هیولا را نابود می‌کند. آن زن ایدا بود و لیان متوجه شد که ایدا زنده است و ویروس G را نیز به دست آورده است. لیان با راه‌اندازی قطار با کلر و شری از شهر خارج می‌شوند.

## نکته‌های جالب
- در زمان ساخت بازی، و پس از رسیدن به مرحله‌های آزمایشی، ساخت بازی به دلایل فنی متوقف شد. هیدکی کامیا و گروهش برای بار دیگر، آغاز به ساخت بازی کردند؛ که نسخهٔ موجود رزیدنت ایول ۲ نیز، همان است. در بازی متوقف شده، شخصیت زن الزا واکر نام داشت و گرافیک و گیم پلی آن تسبت به نسخهٔ پیشین تفاوتی نداشت. نسخهٔ متوقف شده رزیدنت ایول ۱٫۵ نام گرفت اما هرگز وارد بازار نشد.[۱۰]
- پس از هر بار به پایان رساندن بازی آیتم‌های مخفی جدیدی آزاد می‌شود، از جمله می‌توان از یک بازی کوتاه (The Fourth Survivor) که با هانک انجام می‌شود و بازی Battle که در آن ۴ شخصیت کلر، لیان، ایدا و کریس حضور دارند نام برد.[۱]

## بازتاب‌ها
| گردآورنده  | امتیاز |
| ---------- | --- |
| گیم‌رنکینگز | PlayStation (PS): ۹۲٫۵۷٪ Windows 9x (PC): ۷۹٫۵۹٪ Nintendo 64 (N64): ۸۶٫۷۷٪ Dreamcast (DC): ۷۹٫۷۵٪ GameCube (GCN): ۶۳٫۳۰٪ |
| متاکریتیک  | PS: ۸۹ N64: ۸۹ DC: ۷۷ GCN: ۵۹                                                                                            |

| ناشر         | امتیاز                                                  |
| ------------ | ------------------------------------------------------- |
| آل‌گیم        | PS: · N64: · GCN:                                       |
| سی‌وی‌جی       | PS: ۹٫۰ PC: ۹٫۰ DC: ۷٫۰                                 |
| فامیتسو      | PS: ۳۷/۴۰ DC: ۳۴/۴۰                                     |
| گیم اینفورمر | PS: 9.5 N64: 8.75 DC: 8 GCN: 8                          |
| گیم‌پرو       | PS: · PS (Dual Shock Ver.): · PC: · N64: · DC: · GCN:   |
| گیم‌اسپات     | PS: ۸٫۹ PC: ۷٫۰ N64: ۸٫۹ DC: ۷٫۹ GCN: ۵٫۰               |
| آی‌جی‌ان       | PS: ۹٫۳ Game.com: ۳٫۰ PC: ۶٫۸ N64: ۹٫۱ DC: ۸٫۵ GCN: ۵٫۰ |

### بازسازی
در اوت ۲۰۱۵، شرکت کپ‌کام اعلام کرد نسخه‌ای بازسازی شده از رزیدنت ایول ۲ در حال توسعه است. در نهایت کپ‌کام بازی را با نمایش یک تریلر و فیلم‌هایی از روندبازی در نمایشگاه رسانه و تجارت ای۳ ۲۰۱۸ رونمایی کرد و تاریخ انتشار آن را ۲۵ ژانویه ۲۰۱۹، برای مایکروسافت ویندوز، پلی‌استیشن ۴ و اکس‌باکس وان اعلام نمود. نسخهٔ بازسازی شده از موتور گرافیکی «RE انجین» بهره می‌گیرد (مشابه با موتور مورد استفاده در رزیدنت ایول ۷: بایوهازارد) و کنترل و زاویه دوربین ثابت در نسخه اولیه، با دید سوم شخص از بالای شانه شبیه به سبک روند بازی‌های بعدی سری رزیدنت ایول جایگزین شده است.

## منایع
- ویکی‌پدیای انگلیسی
- سایت تخلیلی رزیدنت ایول (انگلیسی)
- سایت تخلیلی رزیدنت ایول تاریخچهٔ تاریکی(انگلیسی)